# Templo de Mendut

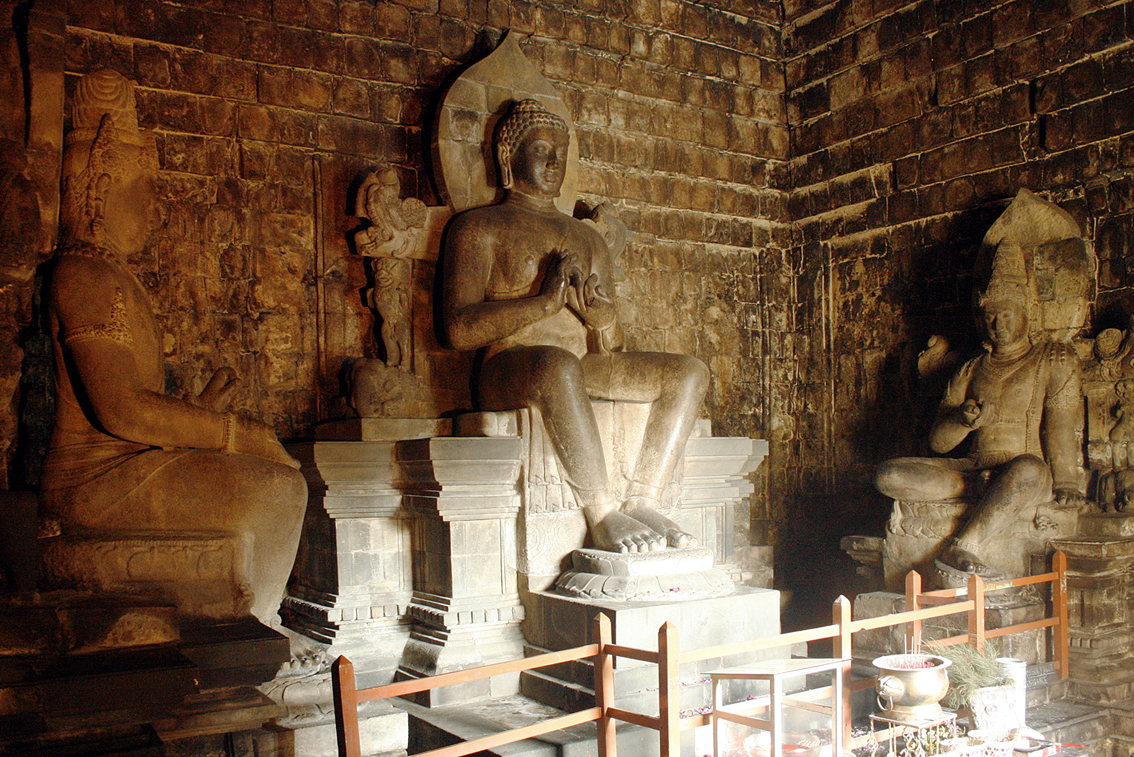
Estátuas na câmara principal do templo

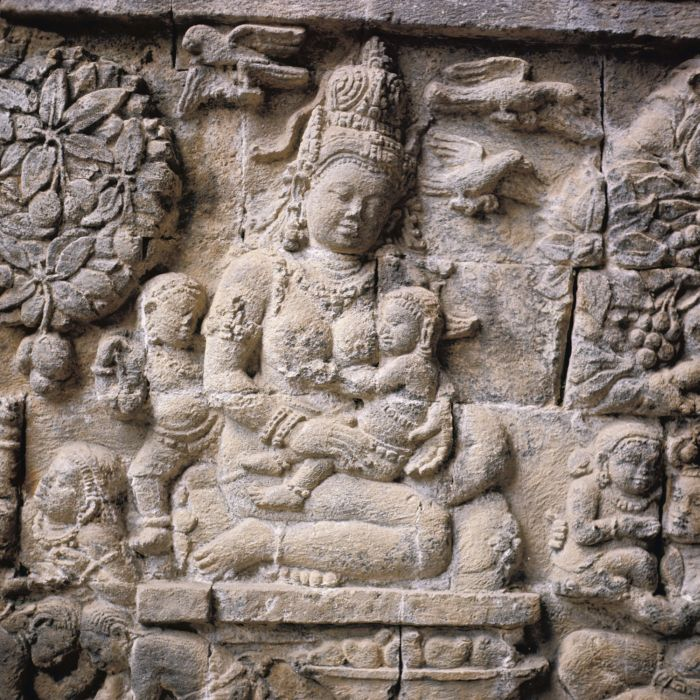
Baixo-relevo de em Mendut

O Templo de Mendut (em indonésio: Candi Mendut) é um templo budista maaiana situado na na aldeia homónima, ilha de Java, Indonésia, no kabupaten (regência) de Magelang, Java Central. Construído no início do século IX, faz parte do chamado Conjunto de Borobudur, inscrito desde 1991 na lista do Património Mundial da UNESCO, juntamente com os templos vizinhos de Borobudur e de Pawon.
Os três templos estão alinhados na direção leste-oeste numa linha reta com cerca de três quilómetros. Mendut fica na extremidade oriental dessa linha, Borobudur na extremidade ocidental e Pawon aproximadamente a meio. Os templos estão relacionados entre eles em termos religiosos, mas desconhece-se qual é exatamente o processo ritual dessa relação.

## História
Mendut é o templo mais antigo do conjunto. A  inscrição de Karangtengah, datada de 824, relata que o  rei Indra (ou Dharanindra) da Dinastia Sailendra construiu um edifício sagrado chamado Venuvana, que significa "floresta de bambu". Para o arqueólogo holandês J.G. de Casparis, esse edifício mencionado na inscrição é o de Mendut.
Quando o templo foi descoberto, em 1836, estava em ruínas e coberto por vegetação. As obras de restauro começaram em 1897 e prolongaram-se até 1925. Alguns dos arqueólogos que estudaram o sítio foram J.G. de Casparis, Theodoor van Erp e Arisatya Yogaswara.

## Arquitetura
A planta do templo é quadrada, com 13,7 metros de lado. A base encontra-se 3,7 metros acima do solo. O edifício tem 26,4 metros de altura e está virado para noroeste. As escadas que se projetam do lado noroeste estão decoradas com estátuas de makaras em ambos os lados e com baixos-relevos com cenas da fábula Jataka que narra ensinamentos budistas com animais.
O terraço quadrado que circunda o corpo do texto destinava-se à Pradakshina, o ritual de  circunvolução realizado pelos peregrinos, que se movem no sentido dos ponteiros do relógio mantendo o santuário à sua direita.
As paredes exteriores estão decoradas com baixos-relevos de bodisatvas (divindades budistas) como Avalokitesvara, Maitreya,  Cunda,  Ksitigarbha, Samantabhadra, Mahakarunika Avalokitesvara,  Vajrapani, Manjusri,  Akashagarbha,  Prajnaparamita, entre outras.
Originalmente, o templo tinha duas câmaras, uma pequena na frente, e a grande câmara principal no centro. O telhado e algumas partes da primeira não existem. A parte mais alta do telhado também desapareceu; supõe-se que teria uma estupa como pináculo do tamanho e do estilo da do templo de Sojiwan, na regência de Klaten. A parede interior da câmara frontal é decorada com baixos-relevos de  Hariti rodeada de crianças,  Atavaka,  Kalpataru e grupos de divindades  devatas voando no céu.
A câmara principal tem três grandes estátuas de pedra. Ao centro ergue-se a estátua de três metros de altura do Buda Dhyani Vairocana, que liberta os devotos do carma do corpo. À esquerda encontra-se a estátua do bodisatva Avalokitesvara, que liberta do carma da fala. À direita encontra-se a estátua do bodisatva Vajrapani, que liberta do carma do pensamento.

## Rituais
Atualmente, durante a Lua cheia de maio ou junho, os budistas da Indonésia celebram o Vesak, caminhando desde Mendut até Borobudur passando por Pawon. Os rituais em Mendut têm a forma de uma oração coletiva e pradakshina  (circunvolução) e volta do templo.
Os javaneses em geral e especialmente os que são seguidores do misticismo javanês tradicional  Kejawen, acreditam que rezar em Mendut pode satisfazer vários desejos, como a cura de doenças. O baixo-relevo de Hariti, por exemplo, é um local popular entre os casais sem filhos para rezarem por um filho, pois nas crenças tradicionais javanesas, Harirti é um símbolo de fertilidade, a padroeira da maternidade e a protetora das crianças.